# Championnats de Belgique d'athlétisme en salle 2023
Les Championnats de Belgique d'athlétisme 2023 en salle toutes catégories se sont tenus le 19 février à Gand.
Au cours de ces championnats, Jolien Boumkwo a amélioré son record de Belgique de lancer du poids, le portant à 17,87 m et Imke Vervaet le record de Belgique d'Hanna Mariën sur le 200 m le portant à 23,26 s.

## Résultats courses

### 60 m
| Rang               | athlète              | Prestation |
| ------------------ | -------------------- | ---------- |
| Médaille d'or      | Ward Merckx          | 6,67 s     |
| Médaille d'argent  | Rendel Vermeulen     | 6,88 s     |
| Médaille de bronze | Simon Verherstraeten | 6,89 s     |

| Rang               | athlète         | Prestation |
| ------------------ | --------------- | ---------- |
| Médaille d'or      | Rani Rosius     | 7,20 s     |
| Médaille d'argent  | Delphine Nkansa | 7,28 s     |
| Médaille de bronze | Rani Vincke     | 7,40 s     |

### 200 m
| Rang               | athlète           | Prestation |
| ------------------ | ----------------- | ---------- |
| Médaille d'or      | Christian Iguacel | 20,90 s    |
| Médaille d'argent  | Julien Watrin     | 20,90 s    |
| Médaille de bronze | Jaron De Vriese   | 21,25 s    |

| Rang               | athlète          | Prestation |
| ------------------ | ---------------- | ---------- |
| Médaille d'or      | Imke Vervaet     | 23,26 s    |
| Médaille d'argent  | Kylie Lambert    | 23,98 s    |
| Médaille de bronze | Justine Goossens | 24,01 s    |

### 400 m
| Rang               | athlète               | Prestation |
| ------------------ | --------------------- | ---------- |
| Médaille d'or      | Florent Mabille       | 47,85 s    |
| Médaille d'argent  | Dries Van Nieuwenhove | 47,87 s    |
| Médaille de bronze | Maarten Heylen        | 48,12 s    |

| Rang               | athlète              | Prestation |
| ------------------ | -------------------- | ---------- |
| Médaille d'or      | Naomi Van Den Broeck | 52,89 s    |
| Médaille d'argent  | Camille Laus         | 53,01 s    |
| Médaille de bronze | Hanne Claes          | 53,03 s    |

### 800 m
| Rang               | athlète           | Prestation |
| ------------------ | ----------------- | ---------- |
| Médaille d'or      | Eliott Crestan    | 1.49,26 s  |
| Médaille d'argent  | Tibo De Smet      | 1.49,65 s  |
| Médaille de bronze | Aurèle Vandeputte | 1.50,83 s  |

| Rang               | athlète          | Prestation |
| ------------------ | ---------------- | ---------- |
| Médaille d'or      | Rani Baillievier | 2.07,90 s  |
| Médaille d'argent  | Renée Eykens     | 2.08,81 s  |
| Médaille de bronze | Lize De Vlieger  | 2.08,84 s  |

### 1 500 m
| Rang               | athlète          | Prestation |
| ------------------ | ---------------- | ---------- |
| Médaille d'or      | Jochem Vermeulen | 3.55,44 s  |
| Médaille d'argent  | Pieter Sisk      | 3.56,03 s  |
| Médaille de bronze | Julien Celis     | 4.00,67 s  |

| Rang               | athlète           | Prestation |
| ------------------ | ----------------- | ---------- |
| Médaille d'or      | Mariska Parewyck  | 4.23,16 s  |
| Médaille d'argent  | Lore Quataker     | 4.30,92 s  |
| Médaille de bronze | Caroline Baudinet | 4.39,55 s  |

### 3 000 m
| Rang               | athlète        | Prestation |
| ------------------ | -------------- | ---------- |
| Médaille d'or      | Donald Lalmand | 8.55,40    |
| Médaille d'argent  | Simon Vandebon | 9.01,79    |
| Médaille de bronze |                |            |

## Résultats obstacles

### 60 m haies
| Rang               | athlète               | Prestation |
| ------------------ | --------------------- | ---------- |
| Médaille d'or      | Dylan Caty            | 7,92 s     |
| Médaille d'argent  | Nolan Vancauwemberghe | 7,99 s     |
| Médaille de bronze | Senne Segers          | 8,15 s     |

| Rang               | athlète          | Prestation |
| ------------------ | ---------------- | ---------- |
| Médaille d'or      | Laures Bauwens   | 8,49 s     |
| Médaille d'argent  | Noor Koekelkoren | 8,53 s     |
| Médaille de bronze | Emma De Naeyer   | 8,53 s     |

## Résultats sauts

### Saut en longueur
| Rang               | athlète           | Prestation |
| ------------------ | ----------------- | ---------- |
| Médaille d'or      | Jente Hauttekeete | 7,19m      |
| Médaille d'argent  | Yanni Sampson     | 6,99m      |
| Médaille de bronze | Kwinten Torfs     | 6,82m      |

| Rang               | athlète          | Prestation |
| ------------------ | ---------------- | ---------- |
| Médaille d'or      | Maité Beernaert  | 5,98m      |
| Médaille d'argent  | Laura Ooghe      | 5,88m      |
| Médaille de bronze | Stefanie Brosens | 5,84m      |

### Triple saut
| Rang               | athlète         | Prestation |
| ------------------ | --------------- | ---------- |
| Médaille d'or      | Leopold Kapata  | 14,82m     |
| Médaille d'argent  | Björn De Decker | 14,72m     |
| Médaille de bronze | David Boda      | 14,68m     |

| Rang               | athlète         | Prestation |
| ------------------ | --------------- | ---------- |
| Médaille d'or      | Elsa Loureiro   | 12,28m     |
| Médaille d'argent  | Géraldine Dheur | 11,78m     |
| Médaille de bronze | Estelle Goffin  | 11,77m     |

### Saut en hauteur
| Rang              | athlète       | Prestation |
| ----------------- | ------------- | ---------- |
| Médaille d'or     | Thomas Carmoy | 2,20m      |
| Médaille d'argent | Lars Van Looy | 2,13m      |
| Médaille d'argent | Bram Ghuys    | 2,10m      |

| Rang               | athlète            | Prestation |
| ------------------ | ------------------ | ---------- |
| Médaille d'or      | Merel Maes         | 1,88m      |
| Médaille d'argent  | Anne-Laure Hervers | 1,79m      |
| Médaille de bronze | Yorunn Ligneel     | 1,77m      |

### Saut à la perche
| Rang               | athlète             | Prestation |
| ------------------ | ------------------- | ---------- |
| Médaille d'or      | Ben Broeders        | 5,80m      |
| Médaille d'argent  | Robin Bodart        | 5,40m      |
| Médaille de bronze | Thomas Van Nuffelen | 5,20m      |

| Rang               | athlète          | Prestation |
| ------------------ | ---------------- | ---------- |
| Médaille d'or      | Fleur Hooyberghs | 4,05m      |
| Médaille d'argent  | Melanie Vissers  | 4,00m      |
| Médaille de bronze | Elien Vekemans   | 4,00m      |

## Résultats lancers

### Lancer du poids
| Rang               | athlète              | Prestation |
| ------------------ | -------------------- | ---------- |
| Médaille d'or      | Andreas De Lathauwer | 17,49m     |
| Médaille d'argent  | Kwinten Cools        | 17,21m     |
| Médaille de bronze | Jarno Wagemans       | 15,79m     |

| Rang               | athlète        | Prestation |
| ------------------ | -------------- | ---------- |
| Médaille d'or      | Jolien Boumkwo | 17,87m     |
| Médaille d'argent  | Elena Defrère  | 15,68m     |
| Médaille de bronze | Elise Helsen   | 13,77m     |

## Sources
- Ligue belge francophone d'athlétisme
- Ligue belge flamande d'athlétisme
- Résultats
- [ Résultats] sur le site de la Ligue belge francophone d'athlétisme